# 성태준
성태준(1983년 6월 15일 ~ )은 대한민국의 배우이다.

## 학력
- 서울예술대학 연극과

## 드라마
- 2014년 OCN 드라마 《신의 퀴즈 4》 - 이우철 역
- 2017년 ~ 2018년 SBS 드라마 《해피시스터즈》- 차도훈
- 2018년 KBS2 드라마 《러블리 호러블리》- 서민준 역

## 뮤지컬
- 2005년 아가씨와 건달들
- 2005년 크리스마스 캐롤
- 2006년 찰리브리운
- 2006년 ~ 2007년 그리스
- 2007년 오 당신이 잠든 사이
- 2007년 ~ 2008년 김종욱 찾기
- 2008년 그리스
- 2009년 내 마음의 풍급

## 연극
- 2010년 옥탑방고양이
- 2011년 극적인 하룻밤
- 2011년 밀당의 탄생
- 2013년 ~ 2014년 유럽블로그
- 2016년 나무 위의 군대
- 2017년 프라이드
- 2020년 렁스
- 2021년 완벽한 타인
- 2021년 렁스
- 2022년 보이지 않는 손

## 영화
- 2012년 페이스메이커